# 格奥尔基·米哈利
格奥尔基·米哈利（羅馬尼亞語：Gheorghe Mihali，1965年12月9日—），罗马尼亚男子足球运动员，司职后卫。他曾代表罗马尼亚国家队参加1994年国际足联世界杯和1996年欧洲足球锦标赛。